# Англо-бирманские войны
Три англо-бирманские войны прошли в XIX веке и закончились полной оккупацией всей Бирмы англичанами:
- Первая англо-бирманская война (1823—1826)
- Вторая англо-бирманская война (1852—1853)
- Третья англо-бирманская война (1885—1887)
- Бирманская операция (1942—1945)